# The Beatles' Million Sellers
The Beatles' Million Sellers —en español: ‘Las vendedoras por millón de los Beatles’— es el décimo EP por The Beatles, fue lanzado el 6 de diciembre de 1965. Sólo fue lanzado en mono como cualquier EP de The Beatles. Parlophone lo catalogó como GEP 8946.
Este EP contiene canciones que solo estuvieron disponibles solamente en el Reino Unido como sencillos (las cuales fueron sencillos que llegaron al número), pero no en álbumes. En cambio en los Estados Unidos algunas de estas canciones estaban en los lanzamientos norteamericanos. Excepto "Can't Buy Me Love", que aparece en A Hard Day's Night, tanto en Estados Unidos como en el Reino Unido.
"I Feel Fine", no apareció en ningún álbum hasta el lanzamiento de A Collection of Beatles Oldies.

## Lista de canciones
Todas las canciones escritas y compuestas por Lennon—McCartney. 
| Cara 1 |                            |                     |          |  |
| N.º    | Título                     | Vocalista principal | Duración |  |
| 1.     | «She Loves You»            | Lennon y McCartney  | 2:21     |  |
| 2.     | «I Want to Hold Your Hand» | Lennon y McCartney  | 2:27     |  |

| Cara 2 |                     |                     |          |  |
| N.º    | Título              | Vocalista principal | Duración |  |
| 1.     | «Can't Buy Me Love» | McCartney           | 2:15     |  |
| 2.     | «I Feel Fine»       | Lennon              | 2:20     |  |